# فلیکس پاسلاک
فلیکس پاسلاک (آلمانی: Felix Passlack؛ زادهٔ ۲۹ مهٔ ۱۹۹۸) بازیکن فوتبال اهل آلمان است.
از باشگاه‌هایی که در آن بازی کرده‌است می‌توان به بروسیا دورتموند، هوفنهایم، نوریچ سیتی و فورتونا سیتارد اشاره کرد.